# Segunda Coalición
Se conoce como la Segunda Coalición (1798-1802) al segundo esfuerzo combinado de múltiples países europeos, liderados por la Monarquía de los Habsburgo y los imperios ruso y otomano, para contener a la Revolución francesa. Cierto número de enemigos de Francia prepararon una nueva alianza con Inglaterra para deshacer las anteriores conquistas francesas. Austria y Rusia movilizaron ejércitos de refresco para las campañas de Alemania e Italia en 1799. 
La Coalición comprendía a:
- Sacro Imperio Romano Germánico
- Reino Unido (ya en guerra con Francia desde 1793 y con España desde 1796)
- Imperio ruso
- Imperio otomano
- Reino de Portugal
- Reino de Nápoles y Sicilia
- Estados Papales

En el verano de 1798, Napoleón dirigió una expedición a Egipto, logrando numerosas victorias, pero fue incapaz de transportar a su ejército de vuelta a Francia por mar tras la batalla del Nilo. En su ausencia de Europa, un estallido de violencia en Suiza requirió el apoyo francés contra la antigua Confederación Suiza. Cuando los revolucionarios depusieron el gobierno cantonal de Berna, el ejército francés de los Alpes comenzó la invasión de Suiza, con el apoyo de los suizos republicanos.

## 1799

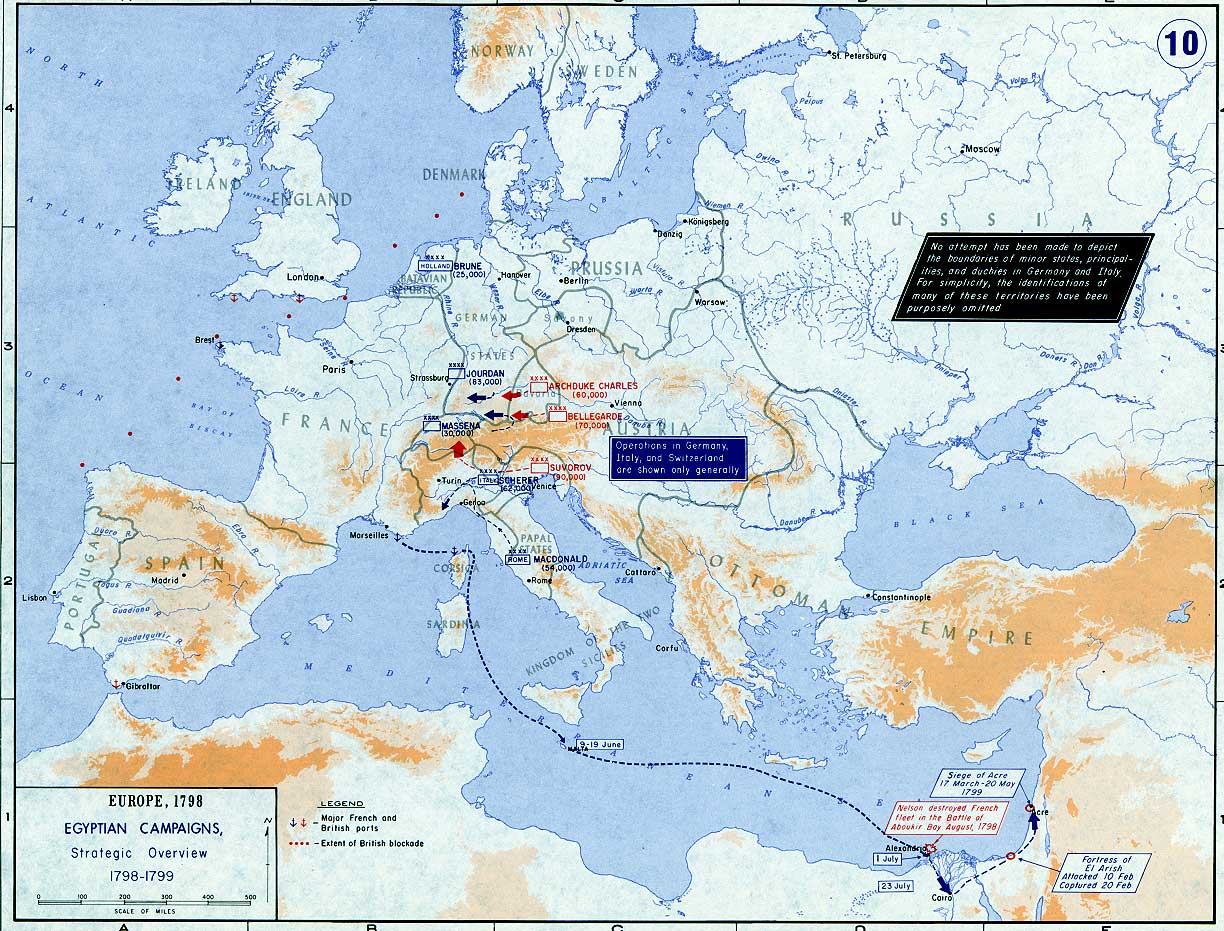
Situación estratégica de Europa en 1798

En el norte de Italia, el general ruso Aleksandr Suvorov encadenó una serie de victorias que empujaron a los franceses liderados por Moreau fuera del valle del Po y les obligaron a retroceder hasta los Alpes franceses y a la costa alrededor de Génova. No obstante, el ejército ruso del general Aleksandr Rimski-Kórsakov fue vencido por Masséna en Zúrich y Suvorov, finalmente, tuvo que retirarse (sin ser derrotado) de Italia a través de los Alpes. En último término, los rusos abandonaron la coalición cuando Gran Bretaña insistió en arrogarse el derecho de registrar cualquier embarcación que detuviera en el mar. 
En Alemania, el archiduque Carlos hizo retroceder hasta el Rin al ejército francés bajo el mando de Jean-Baptiste Jourdan y obtuvo numerosas victorias en territorio suizo. Jourdan fue sustituido por Masséna, quien combinó entonces los ejércitos del Danubio y de Suiza.
A finales del año, Napoleón volvió de Egipto, dejando tras de sí a su ejército, y tomó el control de Francia en un golpe de Estado. Reorganizó a los ejércitos franceses y los comandó durante la campaña del siguiente año.

## 1800
En junio de 1800, Napoleón se había puesto personalmente al mando del ejército de Italia y ganó la batalla de Marengo contra las tropas austriacas del general Michael Melas, conduciendo a los austriacos de vuelta a los Alpes (venciendo a la Segunda Coalición).
En Alemania, el general Moreau derrotó al archiduque Carlos en la batalla de Hohenlinden, forzándole a firmar un armisticio.

## 1801
En febrero de 1801, los austriacos firmaron el Tratado de Lunéville, aceptando el dominio francés sobre el Rin y las repúblicas-satélite francesas en Italia y los Países Bajos. El subsiguiente Tratado de Amiens entre Francia y Gran Bretaña inició el mayor período de paz entre Francia y Gran Bretaña durante el período napoleónico. A pesar de que la Toscana había resistido al sitio de Porto Ferrajo y mantenido su control, con la firma del Tratado de Amiens, este pueblo fortificado pasó a pertenecer a Francia. Los franceses, en cambio, tuvieron que abandonar el Reino de Nápoles.